# The Elusive Pimpernel
The Elusive Pimpernel é um filme mudo britânico de 1919, do gênero aventura, dirigido por Maurice Elvey e estrelado por Cecil Humphreys, Marie Blanche e Norman Page. Foi baseado no romance The Elusive Pimpernel de Emma Orczy, quarto livro contendo das aventuras de Sir Percy Blakeney, o Pimpinela Escarlate.
.

## Sinopse
Uma aristocrata inglês cruel secretamente resgata pessoas de guilhotina durante a Revolução Francesa.

## Elenco
- Cecil Humphreys - Sir Percy Blakeney
- Marie Blanche - Lady Blakeney
- Norman Page - Chauvelin
- A.C. Fotheringham-Lysons - Robespierre
- Teddy Arundell - Colet d'Herbois
- Madge Stuart - Juliette Marny
- A. Harding Steerman - Abbe Jouquet
- Dorothy Hanson - Mlle. Cardeille